# Linia kolejowa nr 437
Ten artykuł dotyczy przyszłego wydarzenia. Informacje w nim zawarte mogą się zmienić wraz z pojawieniem się nowych faktów, a początkowe doniesienia mogą być niepewne. Ostatnie aktualizacje tego artykułu mogą nie odzwierciedlać najbardziej aktualnych informacji.
Linia kolejowa nr 437 – planowana, zelektryfikowana linia kolejowa łącząca stację Police ze stacją Port Morski Police.
Wstępna wartość inwestycji była w roku 2019 szacowana na 122 mln zł. Porozumienie między PKP PLK a spółką Zarząd Morskiego Portu Police (Grupa Azoty) zostało podpisane w grudniu 2019 r., a prace projektowe teoretycznie miały potrwać do lutego 2023 r. 2 października 2024 roku ogłoszono przetarg na wybudowanie linii, natomiast 30 czerwca 2025 roku podpisano umowę na jej budowę.